# Black Rock Tunnel

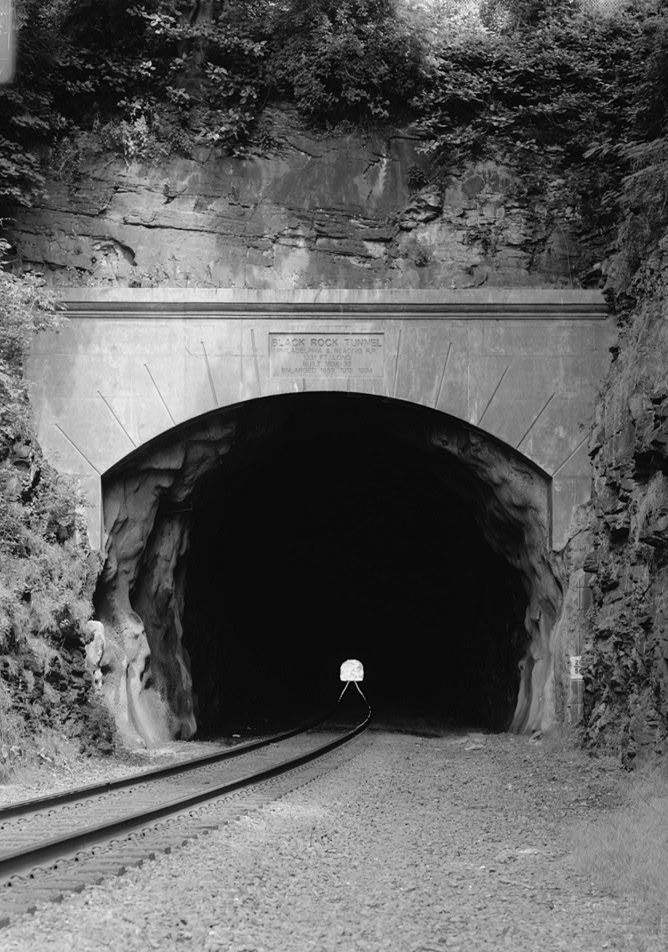
Black Rock Tunnel

The Black Rock Tunnel är en aktiv järnvägstunnel i Phoenixville, Pennsylvania, USA. Tunneln, som är 589 meter, byggdes 1835 och öppnades tre år senare. Ingenjör var W. Hasell Wilson. Tunneln var då den näst första järnvägstunneln i landet. Idag är det den äldsta som fortfarande används. 